# 福井県獣医師会
公益社団法人福井県獣医師会（こうえきしゃだんほうじんふくいけんじゅういしかい 英称 Fukui Veterinary Medical Association）は、福井県知事認定の福井県の獣医師を会員とする公益社団法人。

## 本部所在地
- 〒910-0005 福井県福井市大手2-9-10 電気ビル1F

## 業務内容
- 獣医師会員の学術技能向上のための研修会・講習会事業等の実施
- 福井県との動物に関する連携事業
- 疾病している野鳥の保護・救護
- 県内各学校で飼われている動物の飼育指導
- 県内各市町村との連携事業
- 狂犬病の予防接種・防止活動